# تأثيرات السياحة

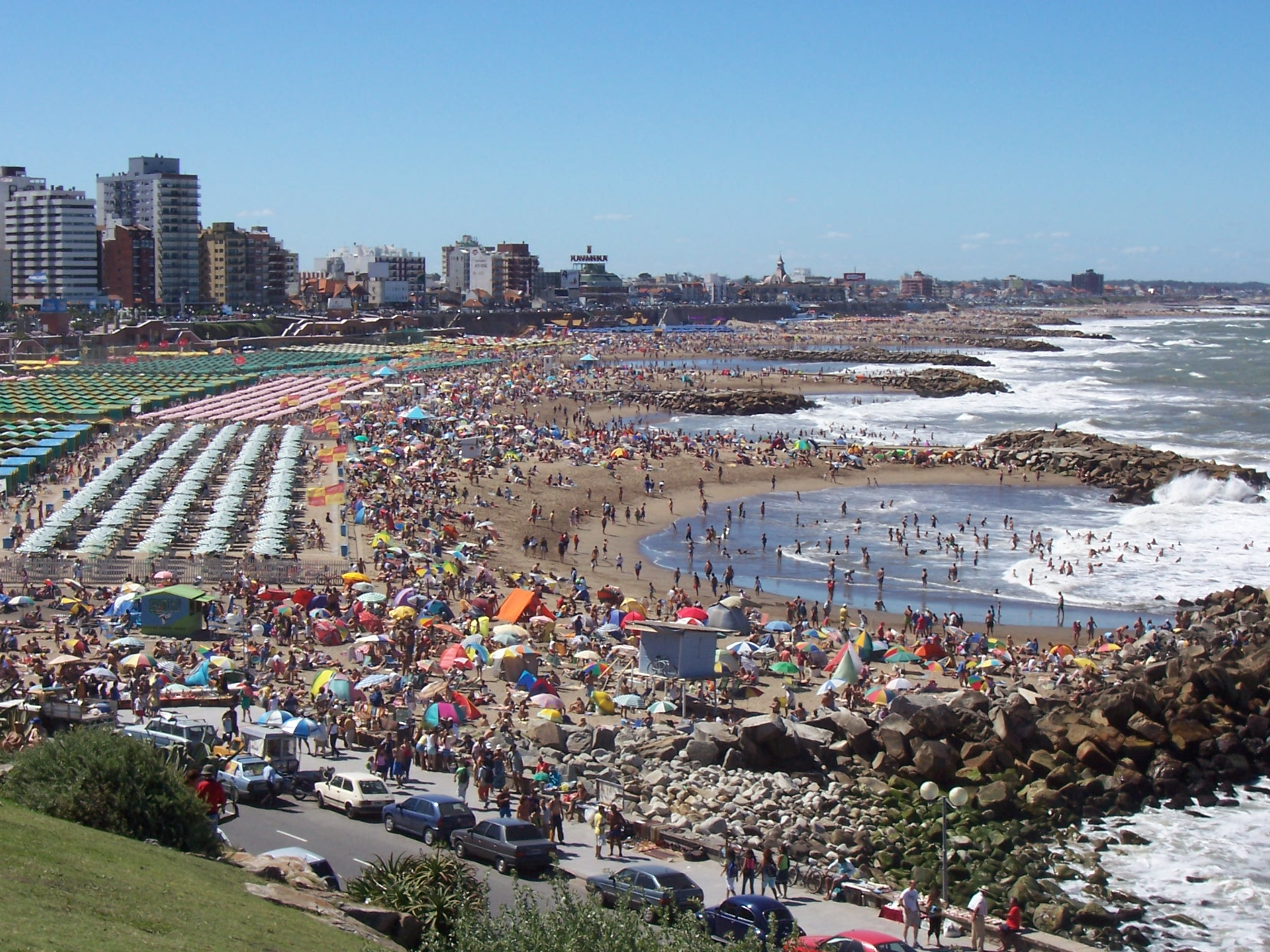

تشمل تأثيرات السياحة آثار السياحة على البيئة والبلدان المقصودة ومساهماتها الاقتصادية. أصبحت جزءًا من الخطاب السياحي منذ السبعينيات من القرن العشرين مع تعاظم التنبّه لها في السنين الأخيرة بسبب الجدالات حول السياحة المفرطة. ليس أمرًا سهلًا تصنيف التأثيرات نظرًا لاحتوائها على عناصر مباشرة وغير مباشرة. تكون السياحة موسميًّة عادًة، وتصبح تأثيراتها واضحة فقط مع مرور الوقت، مع آثار متفاوتة في مراحل مختلفة من التطور.
تندرج تأثيرات السياحة تحت ثلاثة تصنيفات أساسية. تؤثر التأثيرات البيئية على القدرة الاستيعابية للمنطقة ونمو النبات وجودة الهواء والمسطحات المائية ومستوى المياه الجوفية والحياة البرية والظواهر الطبيعية. ترتبط التأثيرات الاجتماعية والثقافية بالتفاعل بين أناس من خلفيات ثقافية مختلفة، والمواقف والسلوك، والعلاقة بالسلع المادية. يمكن أن يكون قدوم السياح إلى المناطق الحساسة أمرًا ضارًا، وأن يتسبب بخسارة الثقافات الأصلية، أو، على العكس من ذلك، أن يساهم في الحفاظ على الثقافات والمواقع الثقافية من خلال زيادة الموارد. يُنظَر إلى التأثيرات الاقتصادية عادًة بأنها إيجابية وتساهم في التوظيف وفي خدمات أفضل وفي الاستقرار الاجتماعي. وقد يتطور أيضًا مستوى التعليم الثقافي الذي يمكن أن يُغض الطرف عنه. غير أن هذه التأثيرات يمكن أن تساهم في التكاليف المرتفعة للمعيشة ضمن المجتمع وإبعاد الشركات المحلية وارتفاع التكاليف على السكان المحليين.

## التأثيرات البيئية
تَحدُث السياحة البيئية والسياحة بين الطبيعة والسياحة البرية وسياحة المغامرات في بيئاتٍ مثل الغابات المطيرة وجبال الألب والبرية والبحيرات والأنهار والسواحل والبيئات البحرية، وأيضًا في القرى الريفية والمنتجعات الساحلية. تصبح وجهات البشر أبعد، نحو البيئات الطبيعية والنظيفة القليلة المتبقية على الكوكب، نظرًا لرغبتهم بتجارب حقيقية ومثيرة. يمكن أن يكون الأثر الإيجابي لهذا وعيًا متزايدًا بالإدارة البيئية، فيما يمكن أن يكون الأثر السلبي إفساد التجربة ذاتها التي يسعى الناس وراءها. هناك تأثيرات مباشرة وتأثيرات غير مباشرة، وتأثيرات فورية وطويلة الأمد، وهناك تأثيرات قريبة وبعيدة لوجهة رحلة السائح. يمكن تقسيم هذه التأثيرات إلى ثلاثة تصنيفات: تأثير الخدمات وأنشطة السياح وتأثير العبور.

### تأثيرات الخدمات
تحدث تأثيرات الخدمات حين تنتقل منطقة إقليمية من مرحلة «الاستكشاف» إلى مرحلة «المشاركة» وبعدها إلى مرحلة «التطور» من دورة حياة المنطقة السياحية. خلال الفترة الأخيرة يمكن أن يظهر كل من التأثيرات البيئية المباشرة وغير المباشرة من خلال بناء البنية الفوقية مثل الفنادق والمطاعم والمتاجر، والبنية التحتية مثل الطرق والطاقة الكهربائية. مع تطور وجهة الرحلة، يسعى المزيد من السياح وراء التجربة، وبناء على ذلك تتزايد تأثيراتهم. ويتزايد الطلب على المياه للاستحمام وإدارة المخلفات والشرب. قد تتسبب متطلبات السياح بتحويل مجرى الأنهار أو استخراج مياهها بكميات كبيرة أو تلويثها. ويمكن للتلوث الضوضائي أن يتسبب بتشويش على الحياة البرية وتغيير السلوك، وقد يعرقل التلوث الضوئي التغذية والسلوك التكاثري لعدة كائنات. يتسبّب تزويد الطاقة عبر مولدات الديزل أو البنزين بتلوث وضجة إضافيين. المخلفات العامة والقمامة هي أيضًا نتيجة للخدمات. يتزايد استهلاك الطعام والمشروبات مع وصول المزيد من السياح، والذي يخلق بدوره تلوثًا بالبلاستيك ومنتجاتٍ غير قابلة للتحلل الحيوي.

### أنشطة السياح
تُخلِّف جميع الأنشطة السياحية من الناحية العملية تأثيرًا إيكولوجيًا على الوجهة المضيفة للرحلة. في أغلب الأحيان تتأثّر البيئة المحلية في الوجهات الريفية بأنشطة مثل السير الجبلي والتنزه وركوب الزوارق ومراقبة الطيور وسفاري الحياة البرية وركوب الأمواج والغوص بجهاز التنفس والغوص بالمنشاق.
يُخلِّف السير الجبلي والتخييم مجموعة من التأثيرات المباشرة على منطقة النشاط. التأثيرات الأشد وضوحًا هي التآكل ورص الطرق بسبب الاستخدام اليومي. مع وجود عقبات مثل الأشجار المتكسرة وبرك الماء، تصبح الطرق أعرض أو تُنشأ طرق غير رسمية للالتفاف على العقبات. وتشمل التأثيرات المباشرة الأخرى تضرر أو إزالة الغطاء النباتي وفقدان ارتفاعه، وتضاؤل المساحات المورقة وتعرية جذور الأشجار، وهجرة النباتات التي تعرضت للدوس، وإدخال أنواع غير محلية. تشمل التأثيرات غير المباشرة على الطرق تغيرات في مسامية التربة وفي التركيب الميكروبيومي ومشكلات في إنبات البذور وتشتتها وتراجعًا في تركيب العناصر الغذائية للتربة.
مع ذهاب العديد من المتجولين والمتنزهين في رحلات لعدة أيام، يخيّم عدد كبير من الناس لفترة قصيرة إما في مواقع تخييم رسمية أو مواقع تخييم عشوائية. وهناك تأثيرات مماثلة على مواقع التخييم، مثل رص وتشكل وتآكل التربة، وتلَف الغطاء النباتي وأوراق الشجر، والمسائل الإضافية المتعلقة بنار المخيمات. تُنشأ طرق غير رسمية حول موقع التخييم من أجل جمع الحطب والماء، ويمكن أن تُداس وتتضرر الأشجار والشتلات وأن تقطع من أجل الحرق. ويمكن أن تضرّ حرارة نار المخيم بجذور الأشجار. في مواقع التخييم الرسمية، تخلو مناطق نصب الخيم بطبيعة الحال من النباتات، فيما يمكن للتخييم العشوائي أن يُتلف النباتات الحساسة والعشب خلال مبيت قصير لليلة واحدة.
مثل معظم النشاطات الترفيهية، يمكن للتخييم والسير الجبلي ان ينتجا فضلاتٍ، مثل فتات الطعام والفضلات البشرية. وقد يتسبب اعتياد البرية على الاحتكاك البشري وعلى موارد طعام غير مألوفة بأثر ضارٍ على البرية وبأخطارٍ على البشر. وسيكون لاتخاذ الاحتياطات لتراكم وتجميع وإزالة الفضلات تأثيرًا مباشرًا أيضًا على البيئة المحلية.
يمكن أن تقوم السياحة بدور القوة المؤثرة في نشر الأنواع غير المحلية، يتزايد النشاط البشري مع السياحة ويتركز في أقاليم طبيعية محلية معينة، خصوصًا البراري والحدائق المحمية. بسبب تزايد الزيارات البشرية من العديد من الأقاليم الجغرافية المختلفة، يُلاحظ معدل انتشار أعلى للأنواع غير المحلية في هذه المناطق. يمكن أن تتسبب النشاطات الترفيهية التقليدية مثل السير الجبلي وركوب الداجات والقيادة في الطرقات الوعرة باضطرابات للبيئة الحيوانية تزيد من انتشار الأنواع الغازية العدوانية، مسببة الأذى للنظام البيئي الطبيعي. يُعتقد أن السياحة المستندة إلى الطبيعة (مثل مشاهدة الحيوانات البرية والاستجمام في الهواء الطلق) تتزايد، وهي عادةً ما تحدث في البيئات غير المفسدة والتي تحافظ على نقائها. بوجود الاضطراب الذي يسببه النشاط البشري، قد تتوافر بعض الهوامش المفتوحة الملائمة، متيحةً الفرصة للأنواع غير المحلية بأن تستقر وتستغل توفر الموارد الجديد. يمكن أن يكون لهذا نتائج كارثية على النباتات والحيوانات المحلية نظرًا لنجاح الحيوانات الغازية عادة في استعمار المناطق المضطربة حيث تكون المجتعات الحيوية المحلية الحيوانية والنباتية قد تأثرت وربما تكون قد تضررت.
أمثلة عن أنواع غازية انتشرت عبر السياحة:
- النملة الكبيرة الرأس (فيدول ميغاسفالا): أحد أسوأ الأنواع الغازية وتّصنّف ضمن الأنواع الغازية «المئة الأسوأ في العالم». وُجدت في الأصل في جزر غالاباغوس عام 2007 في سفينة شحن للتجهيزات السياحية. بإمكان النمل أن ينتقل مع تحرك البشر من جزيرة إلى أخرى.
- نبات الشويعرة المتدلية (بروموس تيكتوريوم): ينتشر بسرعة، ولا يسمح للأنواع الأصلية بالنمو، ويمكن أن يتسبب بانتشار سريع لحرائق الغابات. يمكن أن يحمله الناس في أحذيتهم ومعدّاتهم; كذلك يمكن أن تنشر الحيوانات الأليفة والحيوانات الأخرى بذوره عبر سفرها.
- بلح البحر المخطط (دريسينا بوليمورفا): يعتقد أنه أتى من بحر قزوين في أوروبا في مياه صابورة إحدى السفن. انتشر عبر قوارب لم يتم تنظيفها من مسطح مائي إلى آخر مع تنقّل السياح إلى مواقع مختلفة.

هناك طرائق لتقليل انتشار الأنواع غير المحلية مثل الانتباه إلى إزالة البذور من الأحذية والبنطال بعد المسير الجبلي أو ركوب الدراجة. هناك طرق أخرى يستطيع من خلالها المرء تقليل تأثير الأنواع الغازية على البيئات المحلية مثل تنظيف القارب بأكمله عند الانتقال من مسطح مائي إلى مسطح مائي آخر ووضع خطط لإدارة الطرق.